# Paula von Lamberg
Paula Reichsgräfin von Lamberg (* 21. September 1887 auf Schloss Lebenberg bei Kitzbühel; † 4. September 1927 in Berchtesgaden) war eine Pionierin des Damenskisprungs (Beiname: „die fliegende Gräfin“).
Paula von Lamberg war eine Tochter von Hugo Anton Emil Reichsgraf von Lamberg, Freiherr auf Ortenegg und Ottenstein (* 1853 in Schichowitz, † 1913 in Kitzbühel), und der Giulietta Contessa Brunetti (1857–1941). Ihr Großvater war Fürst Gustav Joachim von Lamberg.
1911 erzielte sie auf der Schattbergschanze in Kitzbühel „im langen Rock und tadelloser Haltung“ die damals aufsehenerregende Sprungweite von 22 Metern.
Schloss Lebenberg wurde von 1885 an teilweise als Fremdenpension – eine der ersten Kitzbühels – genutzt und im Lauf der Zeit zu einem Hotel ausgebaut.
Ihre Eheschließung mit Franz Valentin Grafen Schlick (1882–1963), der sich unter anderem als Autorennfahrer betätigte, überlebte Paula nur um wenige Monate. Während des am 4. September 1927 vom Bayrischen Automobilklub am Berchtesgadner Salzberg veranstalteten Seitenwagenrennens (sie war offenbar Beifahrerin) kam der Wagen von der Fahrbahn ab, und Gräfin Schlick wurde aus dem Wagen geschleudert, wobei sie tödlich verletzt wurde.